# 手のひら (アルバム)
『手のひら』（てのひら）は、marbleの初期ベスト・アルバムである。

## 概要
marbleがまだインディーズで活動していた頃に発表された楽曲の中からセレクトして収録している。

## 収録曲
1. 地球
作詞・作曲：micco、編曲：菊池達也
2. 紫陽花色の部屋
作詞：micco、作曲・編曲：菊池達也
3. ただここに そばにいる
作詞・作曲：micco、編曲：菊池達也
4. paper plane
作詞・作曲：micco、編曲：菊池達也
5. Is it over?
作詞・作曲：micco、編曲：菊池達也
6. 果実
作詞：micco、作曲・編曲：菊池達也
7. 好きしか見えない
作詞・作曲：micco、編曲：菊池達也
8. love there are no rules
作詞：micco、作曲・編曲：菊池達也
9. 風音
作詞：micco、作曲・編曲：菊池達也
10. wind thread on a spool
作詞：micco、作曲・編曲：菊池達也
11. 旋律の彼方
作詞：micco、作曲・編曲：菊池達也
12. 青の扉
作詞：micco、作曲・編曲：菊池達也
13. Early Christmas Morning
作詞・作曲：Cyndie Lauper・Jan ulsford、編曲：菊池達也
14. I'm free
作詞：micco、作曲・編曲：菊池達也

## 各曲解説
- 「果実」は広末涼子への提供曲をセルフカバー。
- 「好きしか見えない」はTHE STUDENT'S時代のセルフカバー。